# 能高越嶺道
能高越嶺道，又稱能高越道路，常簡稱為能高越，是臺灣一條從能高山北側東西越嶺中央山脈的歷史古道，原是賽德克族與太魯閣族行獵、貿易與遷徙的路徑，在日治時期被修建成正式道路。日治時1917–1918年所開鑿由奇萊裡山（聯帶山）南坡越嶺的舊道稱為能高越橫斷道路，舊道東段以頭尾兩端的地名又稱為初音奇萊橫斷道路，1925年舊道東段因越嶺點海拔過高，更改成大致為現今由能高埡口越嶺的路線，為與舊道區別，改線後稱為能高越警備道路，現常被俗稱為能高越嶺古道。
全線橫貫中央山脈，連接起南投霧社與花蓮銅門、初音二地。在過去，能高越嶺道肩負起臺灣本島上東西間聯絡的任務。戰後初期，中華民國政府為延續日治時的電力建設、復原臺灣島上電力系統，由台灣電力公司實行「東電西送」政策，以能高越嶺道通往沿線所建立起多座電塔，完成一條高壓輸送線，將東部多餘的電力輸送到西部，使被稱為能高保線路或台電保線道路。
它被納入中橫公路計劃之中，因為地質碎弱，以及可能影響生態，最後只有部份道路被改建成柏油路，讓汽車通行，為霧社銅門線（今台14線）的一部份。由屯原至奇萊一段，仍然保留原貌，被納入國家步道系統中，加以保護。

## 歷史

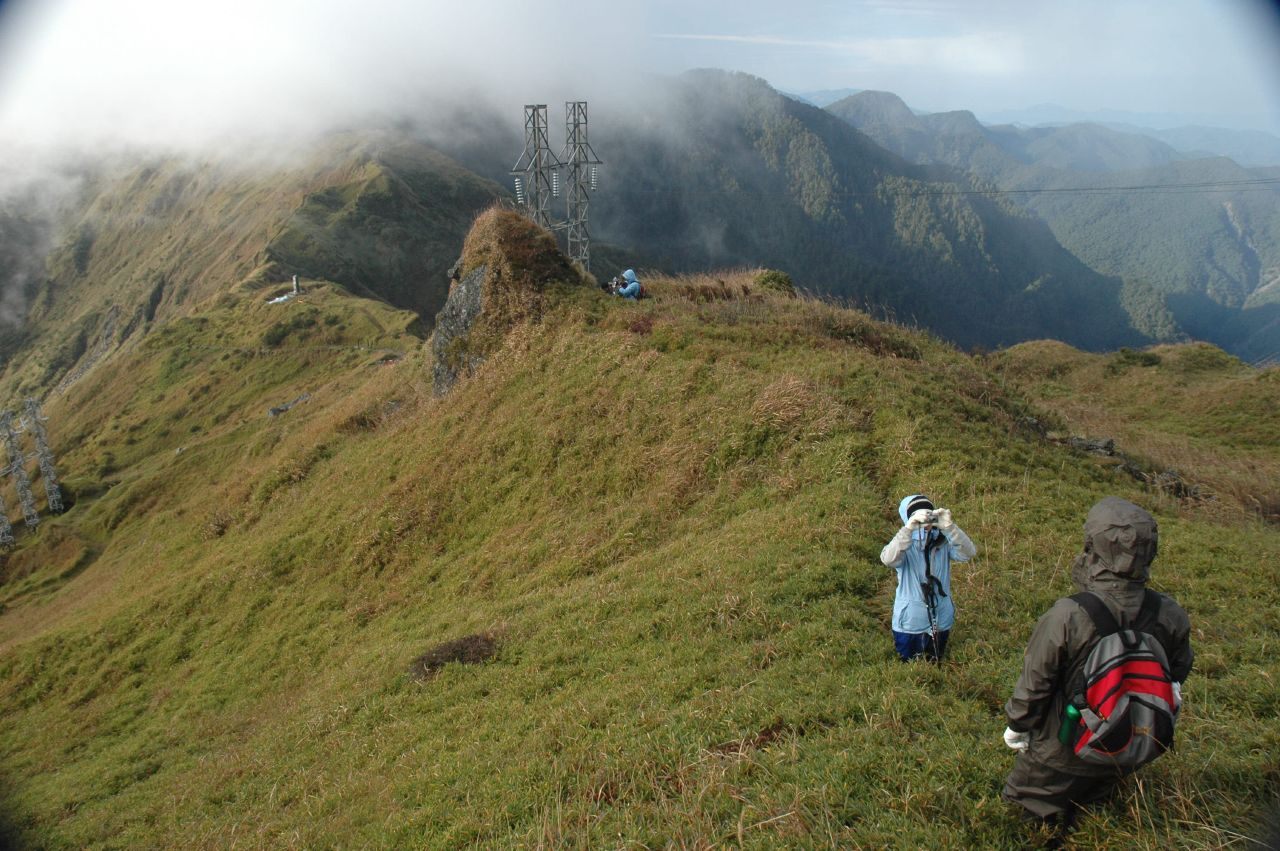
能高越嶺道途經鞍部，可見輸電線路翻越中央山脈的稜線。

### 早期
能高越嶺道最早是由賽德克族與太魯閣族在崇山峻嶺間出入，走出族群以狩獵、貿易、遷徙為主的路徑。賽德克族從發祥地白石出發，西下到濁水溪源頭霧社溪的河階地，首先定居於今霧社附近的塔羅灣社，形成德克達雅群（Tgdaya），經狩獵發現花東縱谷平原，部份族人漸越中央山脈東移，到達今花蓮溪最北側的支流流域左岸山腹聚居，自稱來自，其意為「後面」、「山的後面」，清治文獻記載轉譯稱其為「木瓜群」，所居住的溪流則稱為「木瓜溪」。後來原居於中央山脈西側霧社溪谷更上游的德路固與道澤群賽德克族，亦東遷至木瓜溪北側太魯閣山列（奇萊東稜）分隔的得其黎溪流域，轉音稱為太魯閣與陶賽群，受其南下的壓迫，木瓜群再往下游遷徙至銅門社（Tomong），成為台灣東岸與西岸之間史前的重要貿易媒介。

### 日治
日治時1896年底至次年5月在花蓮太魯閣地區爆發新城事件；1897年2月，台灣總督府派遣台灣高山探險隊前往勘查越嶺道路與鐵道的路線，深堀大尉率領的探險隊在進入霧社溪源頭一帶以後失蹤，之後尋獲遺物推定遭擊殺全滅，是為深堀大尉事件。此後引發日方與此道東西兩端太魯閣、賽德克族人間一連串衝突。
1914年，總督府發動太魯閣戰爭，以東西夾擊太魯閣族，其中一條由西向東夾擊的路線，即是利用族人從霧社（今南投縣仁愛鄉）向東的獵路進入木瓜溪流域。戰爭結束後，總督府將霧社改造成觀光勝地，研議由此正式開鑿越嶺中央山脈的能高越橫斷道路。由獵路、隘勇線，提升規格到1.2公尺寬規格的警備道，1916年首先由花蓮港廳自初音（今花蓮縣吉安鄉南華村初英）到木瓜溪中游的巴托蘭間，開闢16.2公里長的警備道路。1917年合歡越嶺道完工後，將道路規劃提升規格到2公尺寬的橫斷道路，9月15日從花蓮港廳正式開鑿越嶺道東段，自初音到中央山脈主脊路段，長48.6公里，於1918年6月30日完工（橫斷道路開鑿記念碑上記為1月完工）。同時1917年10月11日動工，由台中州開闢越嶺道西段，自霧社至州廳界，長32.7公里，於1918年5月8日完工，東西段合計長81.3公里。此道路自西由天池登上中央山脈主脊，再由奇萊山區的奇萊裡山（聯帶山）南坡越嶺，東西段合稱為能高越橫斷道路，東段以頭尾地名又稱為初音奇萊橫斷道路，成為台灣第一條路寬2公尺規格的東西橫斷道路，沿線設有利用豐富的森林資源由上好檜木建成的16座駐在所。東端初音駐在所旁立有橫斷道路開鑿記念碑，並建西寧寺供奉地藏王菩薩以撫慰太魯閣戰爭與築路的犧牲者、並保佑能高越行人的平安。之後於1921年，為紀念深堀大尉，在記念碑旁設立深堀神社，神社後來因颱風遭暴漲的木瓜溪水沖毀。1918年9月30日，沿線的16個駐在所都已完工，配置充足的警力，10月1日正式宣告此橫斷道路為連絡東西的「四等郵便線路」，在主脊上的天池畔建有的檜木小屋。10月5日首度執行郵遞交換任務，即發生出身木瓜溪巴托蘭群沙卡亨社的郵遞員在亡故的意外，至死仍緊緊抱住保護郵袋，花蓮港廳募款撥給遺族撫恤金、將因公捐軀的事蹟編入教材、在天池畔豎立忠勤碑，後來此碑遷移到能高鞍部，1970年代國民政府下令摧毀與日治有關的遺蹟，此碑旋遭破壞。
橫斷道路建成之後，日軍例行性的執行東西行軍展示軍威，亦在天池到奇萊南峰間的高山草原進行高山作戰演練，高級長官亦常往來巡視，民間人士亦組成登山隊前來，成為最熱門的健行路線。1924年4月，台灣軍司令官巡視，認為海拔3307公尺的越嶺點過高、冬季積雪期過長、不利軍隊調動，於是請求總督府將越嶺點往南移動到3000公尺以下的鞍部。1925年，花蓮港廳在年底之前完成改道，改由能高埡口越嶺（實際越嶺處為最低鞍北側約1公里處，海拔2802公尺，比舊道降低五百多公尺），為與舊道區別，新路線稱為能高越警備道路，也就是與現在的能高越嶺道幾乎相同，新路線上增設東能高、奇萊、坂邊、桐里等4座新的駐在所，亦將瀧見駐在所由舊道往下遷移。
改道後成為最普遍的大眾化健行行程，霧社也成為遊客如織「台灣蕃山的箱根」，當地駐警強制賽德克族原住民為遊客服務的粗重工作以賺取苛薄低廉的工資、永無止境的勞役、不斷興建的公共設施「奉公」粗工，終至引爆成為1930年霧社事件的原因之一。事件當中，越嶺道西段的駐在所全遭戰火波及焚毀。事件之後，日方全力重建霧社與被焚毀的駐在所，吸引遊客回流，屯原與尾上之間新設富士見、尾上與能高之間新設松原等駐在所，尾上駐在所西移約1公里到今雲海保線所的位置，以加強沿線警備控制，花蓮港廳亦將穿越天長斷崖的之字陡坡，改建成直線緩上步道。到1940年之間，能高越成為全台灣最熱門的越嶺道，由此為基地亦可北登奇萊連峰，南登能高安東軍。後來倡議成立的「大太魯閣國立公園」亦包含了能高越此區。
日治末期1940年代，軍國主義勢力擴張，將原住民組成「青年團」，實施軍事化訓練，經常以此道執行行軍訓練，當天由霧社抵達銅門，隔天原路返回，稱為「國民練成運動」，不久將青年團升級為「勤勞報國青年團」進行粗工勞動。此時官方在東部木瓜溪流域陸續完成銅門、初音、榕樹、清水第一、清水第二等發電所，發電超過所需，計劃在此道沿線興建東西向高壓輸電線路，以將東部多餘電力輸送到臺灣西部，為運輸器材裝備而將越嶺道拓寬成3公尺寬的車道，由「勤勞報國青年團」承擔勞動服務，西段完成波阿倫社至屯原間修築5.3公里長的車道、東段完成花蓮至龍澗的車道。但因太平洋戰爭在東南亞戰事吃緊，日方將「勤勞報國青年團」轉換為「高砂義勇軍」派往東南亞進行叢林戰，東西向輸電線與能高越拓寬成車道工程都暫告中止，山間空留電塔基座。

### 戰後
戰後國民政府財政窘困，1946年裁撤能高越沿線駐在所，東段完全廢棄，西段只留兩個派出所，1949年全線完全裁撤，越嶺道缺乏維護而失修。1950年韓戰爆發，美國為確保第一島鏈防線，援助建設台灣、振興經濟，撥款130萬美元的外交援助給台灣電力公司，用於重建毀於戰火的發電廠，其中40萬美元指定興建日治時已規劃好、並已完成初步建設的這條東西輸送線路，由於國民政府過去貪汙惡名昭彰，美援並不將預算撥給台灣當局，而是由美派駐台灣的「中美經濟合作署」直接控管經費，並由美方指派工業、工程、施工、採購、預算等「顧問」。1950年10月先整修已失修柔腸寸斷的越嶺道，1951年4月恢復暢通。整修道路期間，1950年11月，「東西向輸電線路」正式宣布動工。為新建輸電線，由當地區公所與警察強迫大量徵召越嶺道東西兩端的原住民與客家人「鼎力協助」。興工前期的台電總工程師孫運璿，與孫運璿因功績卓著升官後接任的後期總工程師楊金欉，率領工程人員，在此興建了電力輸送線，於1951年11月先完成第一條「雙桿型木柱線路」使用硬銅絞線，又稱「甲線」，位在越嶺道南邊；1953年8月，完成第二條線路，位在越嶺道北邊，為「細腰捻轉型鐵塔」使用鋼心鋁絞線，又稱「乙線」。東西輸電線完工，台電在能高鞍部設立紀念碑，碑文由時任總統蔣中正題字，東面為「光被八表」、西面為「利溥民生」。台電又在奇萊保線所旁興建「萬善堂」祭祀施工期間殉職人員，總工程師楊金欉生前每年農曆9月23日都會親自長途徒步前往祭拜。因輸電線的興建與保修，又稱能高越為能高保線路。
1954年美援與國民政府研究中橫公路興建選線，分為北、中、南三線方案，能高越嶺道為中線方案，但因能高越東段要通過地質條件極為脆弱的天長斷崖，工程過於浩大而作罷，於是中橫公路選擇以大禹嶺、天祥、太魯閣的北線方案施作。至於中線能高越西段霧社至廬山、屯原日治時已修建為車道的路段，改建為汽車通行道路，之後納編為鄉道。東段初音、銅門至龍澗、天長斷崖（施作天長隧道通過）、奇萊則成為台電保線道路，西段的屯原至奇萊仍保留日治時期登山步道原貌。
輸電線興工與中橫選線踏查期間，大批美國工程顧問見到能高越嶺道的景觀，認為是台灣最美的國家景觀步道，於是將能高越嶺道傳揚到國際間，在1970年代國際主要國家與台灣斷交以前，來台灣能高越健行的歐、美、日國際隊伍眾多，各國外交官與國際商社成員與子弟亦經常組能高越健行隊來台。到1977年以後，台電東部電力處開始開發木瓜溪上游的水力，興建檜溪、林溪、奇萊、天長、磐石、小龍澗、龍鳳等7個水壩，循木瓜溪北岸向上游開闢施工道路，原本東段奇萊保線所以東的越嶺步道，消失在水壩道路工程下，此後能高越嶺步道的長度縮短到27公里。
1970至80年代，臺灣省公路局計畫在北部、中部、南部皆新闢東西橫貫公路，其中在中部有霧社銅門線、水里鳳林線、嘉義玉里線三條候選，霧社銅門線即今台14線主線。台14線原主線是走中橫公路霧社支線至合歡山、大禹嶺，因為新計畫原霧社支線部分改編為台14甲線，其主線部分改走霧社至廬山、屯原，東段奇萊至銅門的台電保線道路亦納編為「台14線」，並設置里程碑，至今該地尚見台14線179K之水泥里程碑，原古道部分計畫準備開闢為汽車通行道路。
1970年代末期，因民間與學界的保育意識抬頭，反對興建東西橫貫公路的呼聲漸高，並對沿線鄉鎮的經濟與運輸效益能否發揮感到存疑，加上興建的經費龐大，還有路線地質不佳、養護難度增高等因素，台14線與其它的東西橫貫公路興建因此中斷，至今沒有復工開闢。後來屯原至奇萊的能高越嶺道被林務局納編為國家步道系統，行政院也宣布台14線未闢建路段（屯原－文蘭）給予解編，台電保線道路、能高越嶺古道得以保留其原始風貌。
1986年10月，因包工不慎，天池保線所遭焚毀。1993年，交通部觀光局指定能高越為國際健行越嶺道，撥款由林務局重建天池山莊，並在2011年重建容量更大的新天池山莊。
1998年10月，經七彩湖的東西超高壓輸電系統完工，經由能高保線路維護的東西輸電線重要性大幅降低，成為少量輸電的備用線路，保線路也不再重要；2016年此輸電線不再送電，東西兩端解除並聯，現保線所巳撤銷，越嶺道又面臨邊緣化的危機。

## 路線
能高越道路在1925年改道為大致如現行路線，改道後為與舊道區別，稱為能高越警備道路（*標號為沿路所築的駐在所）：

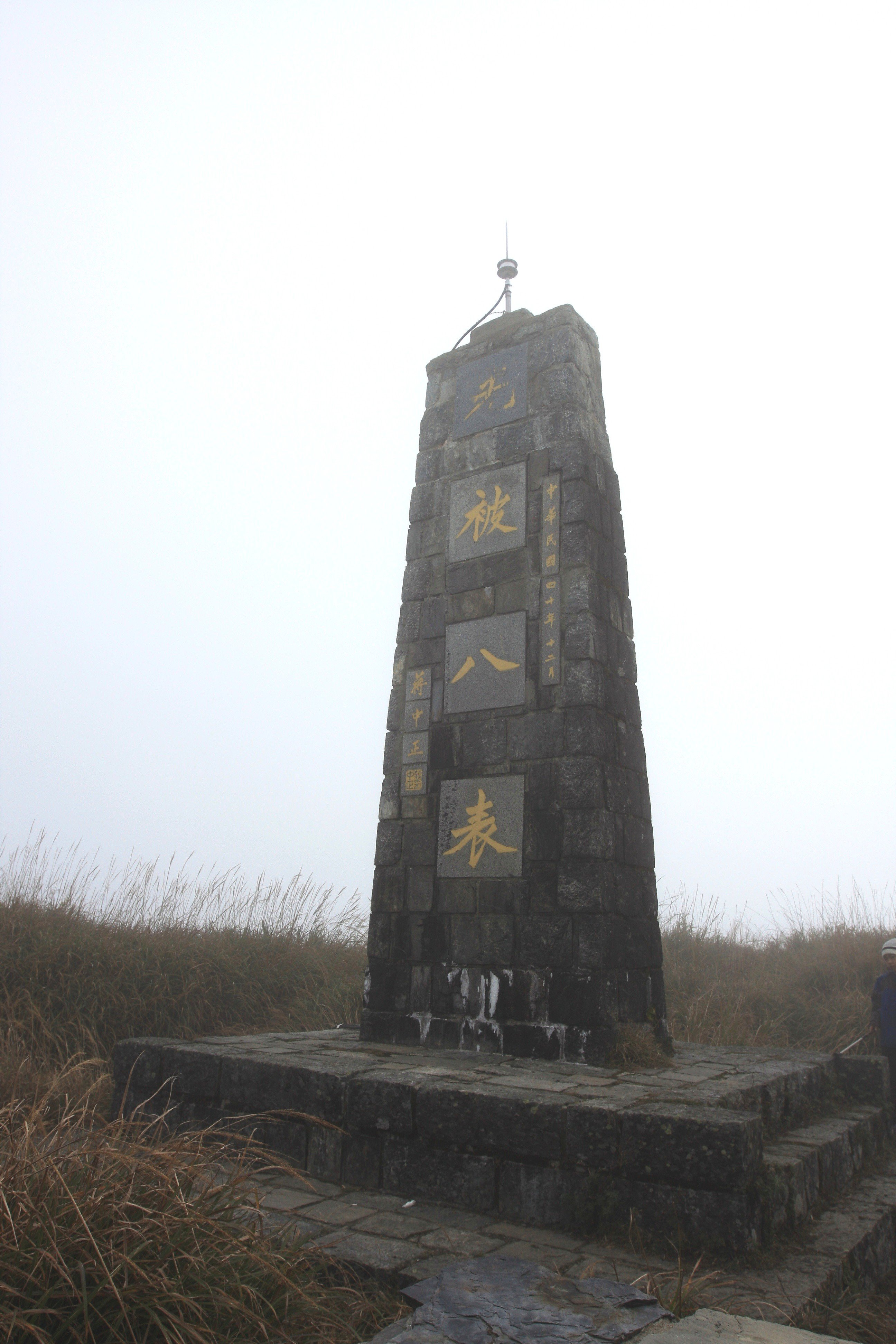
能高越嶺道光被八表紀念碑，蔣中正題字，攝於碑體頂端三分之一已遭雷擊摧毀之後

西端霧社（Musha）→荷戈*（其北側制高處另增設 (Sakura)駐在所，霧社事件後由德路固群佔居改名櫻社，今春陽）→蘇庫大吊橋（長144公尺、高差216公尺，是當時全台灣落差最大、最豪壯的鐵線橋，在霧社事件中遭斬斷，後在較低處重建為雲龍吊橋；蘇庫大吊橋興建之前，路線是由南側低繞經馬赫坡社，今廬山溫泉，霧社事件後由道澤群佔居）→波阿倫*（霧社事件後由德路固群佔居改名富士，現漢名廬山）→屯原*（賽德克語，以日文漢字／ (Tonbara)轉譯，漢語音譯屯巴拉）→富士見*（霧社事件後增設）→尾上*（霧社事件後遷移到雲海保線所今址，舊址原在東方約1公里，現已崩塌）→松原*（霧社事件後增設）→能高瀑布→能高*（天池山莊，海拔2860公尺，比八通關駐在所還高100多公尺，當時號稱全日本最高的豪華住宅）→能高埡口越嶺（實際越嶺點為最低鞍北側約1公里處，海拔2802公尺）→東能高*（檜林保線所，海拔2098公尺）→五甲崩山大坍方（以下1970年代後期已改為台電施工車道）→柴田溪鐵線橋→奇萊*（奇萊保線所，海拔1111公尺）→奇萊鐵線橋→天長大斷崖（霧社事件後改為直線緩坡）→坂邊*（太魯閣語：:55,74，過去文獻拼寫為，以日文漢字／ (Sakahen)轉譯，漢語音譯沙卡亨，戰後改為磐石保線所，海拔1083公尺，1978年台電將此保線所往上遷移200公尺至施工車道，舊址已損壞）→桐里*（海拔765公尺）→石門（吹上隧道）→瀧見*（海拔385公尺）→瀧見橋→萬大斷崖隧道→烏帽*→銅門*（Mqmgi，海拔333公尺）→初音*（Miku，立有橫斷道路開鑿記念碑，海拔77.4公尺）→初音火車站（立有能高越橫斷道路基點，今台鐵台東線干城車站，已廢站）東端
1970年代後期，台電木瓜溪發電計畫，開闢施工車道，通往五甲崩山大坍方前方，目前坍方已由山頂直坍到溪底，原橫越五甲崩山的能高越已完全無跡可尋、台電修建的五甲崩山隧道亦落磐嚴重無法修復，必須利用乙線保線路辛苦高繞過稜線，然後之字陡坡穿越濃密原始林下抵台電施工車道20K

### 舊道
能高越舊道在1917–1918年開鑿，稱為能高越橫斷道路，舊道的東段以頭尾兩端的地名又稱為初音奇萊橫斷道路，自能高駐在所（今天池山莊）以東與現今路線不同：
西段現行路線→能高*（天池山莊）→遞送物交換所（今天池）→州廳界（台中州、花蓮港廳分界，海拔3307公尺）→奇萊裡山（聯帶山）南坡越嶺→聯帶山*→森中*→朝日*→奇萊溪鐵線橋→奇萊溪*→天長山*→萬兩林*→曲水*→巴托蘭*（今龍澗發電所上方）→瀧見*（後來新道的瀧見駐在所為舊道遷移下來，新址看不到夫婦瀧）→接回東段現行路線

## 來源
1. ↑  文．葉品妤╱滕淑芬. . 台灣光華雜誌第110頁. 2012年1月  [2014-06-08]. （原始内容存档于2020-10-20） （中文（臺灣））.
2. ↑  余寵. 夏獻綸 , 编.  (地图). 1879  [2022-11-28]. （原始内容存档于2022-11-27） –美國國會圖書館. 木瓜內社、木瓜外社、木瓜溪
3. ↑  胡傳 (编). . 1894年  [2022-11-28]. （原始内容存档于2022-08-13）.
4. ↑  . 花蓮縣文化局. （原始内容存档于2019-06-05） （中文（臺灣））.
5. ↑  林炳炎. . 臺北市: 自刊. 1997年: 頁159. ISBN 957-97197-7-2.
6. ↑  趙既昌. . 臺北市: 聯經出版. 1985年: 頁162.
7. ↑  林務局南投林區管理處 林智芬. . 行政院農業委員會《農政與農情》. 102年1月(第247期)  [2014-06-08]. （原始内容存档于2019-06-02） （中文（臺灣））.
8. ↑   (PDF) (报告). 主持·張長義 執行·中國地理學會. 行政院原住民族委員會. 2007-10  [2022-02-16]. （原始内容存档 (PDF)于2022-01-05）.

- 徐如林; 楊南郡. . 台北市: 農委會林務局. 2011-05. ISBN 978-986-02-7888-0.
- . 文化部文化資產局. （原始内容存档于2019-01-22）.
- 陳歆怡; 林欣誼.  (PDF). 2018全國登山研討會.   [2021-06-12]. （原始内容存档 (PDF)于2021-06-12）.
- 閻亞寧; 張震鐘.  (PDF). 補助·內政部民政司 委託·花蓮縣政府 第一版. 台北市: 中國技術學院. 2001-10  [2022-11-28]. ISBN 957-97631-7-8. （原始内容存档 (PDF)于2022-11-24）.

## 相關
- 奇萊引水隧道
- 五甲隧道
- 天長隧道
- 能高山
- 台灣電力公司東部發電廠（龍澗機組、龍溪機組、清水機組、清流機組、銅門機組、榕樹機組、初英機組、水簾壩、水簾機組）

## 外部連結
- 三村六部落 走一段能高越嶺 （页面存档备份，存于）
- 自然步道 - 能高越嶺道 - 山林悠遊網 （页面存档备份，存于）
- 自然步道 - 能高越嶺道-東段 - 山林悠遊網 （页面存档备份，存于）
- 為什麼他們能活著回來？——給初入山林的你 （页面存档备份，存于）